# 小川元政
小川 元政（おがわ もとまさ、永禄6年（1564年） ‐ 慶安4年（1651年）1月26日）は、安土桃山時代から江戸時代前期の武将。通称は五郎兵衛。

## 生涯
近江の豪族・小川氏出身、弟に小川次郎兵衛がいる。
始め増田長盛に仕えるが、関ヶ原の戦いで増田家が改易されると浪人となった。
その直後の慶長6年（1601年）に藤堂高虎に召し出され300石を与えられた。
大坂の陣に従軍し武功を挙げ、加増され900石となった。この際弟・次郎兵衛は豊臣方として参戦し、敵対していた。また旧主・長盛は豊臣家内通の疑いで切腹を命じられた。
戦後、弟・次郎兵衛が主君・高虎によって200石で召し出されている。
その後、更に100石を加増され1千石となる。
慶安4年（1651年）1月26日死去。なお同年2月17日に弟・次郎兵衛も死去している。

## 参考資料
「藤堂高虎家臣辞典」